# Liste der Biografien/Grue
Liste der Biografien |
Portal Biografien |
Personensuche
# |
A |
B |
C |
D |
E |
F |
G |
H |
I |
J |
K |
L |
M |
N |
O |
P |
Q |
R |
S |
T |
U |
V |
W |
X |
Y |
Z |
?
 
Ga |
Gb |
Gc |
Gd |
Ge |
Gf |
Gh |
Gi |
Gj |
Gk |
Gl |
Gm |
Gn |
Go |
Gp |
Gq |
Gr |
Gs |
Gu |
Gv |
Gw |
Gy |
Gz
 
Gra |
Grb–Grd |
Gre |
Grg |
Gri |
Grj |
Grk |
Grl |
Grm |
Gro |
Grs |
Gru |
Gry |
Grz
 
Grua |
Grub |
Gruc |
Grud |
Grue |
Gruf |
Grug |
Gruh |
Grui |
Gruj |
Grul |
Grum |
Grun |
Gruo |
Grup |
Grus |
Grut |
Gruv |
Gruw |
Gruy |
Gruz
Die Liste der Biografien führt alle Personen auf, die in der deutschsprachigen Wikipedia einen Artikel haben. Dieses ist eine Teilliste mit 55 Einträgen von Personen, deren Namen mit den Buchstaben „Grue“ beginnt.

## Grue
- Grue, Anna (* 1957), skandinavische KrimiautorinAnna Grue (* 1957)

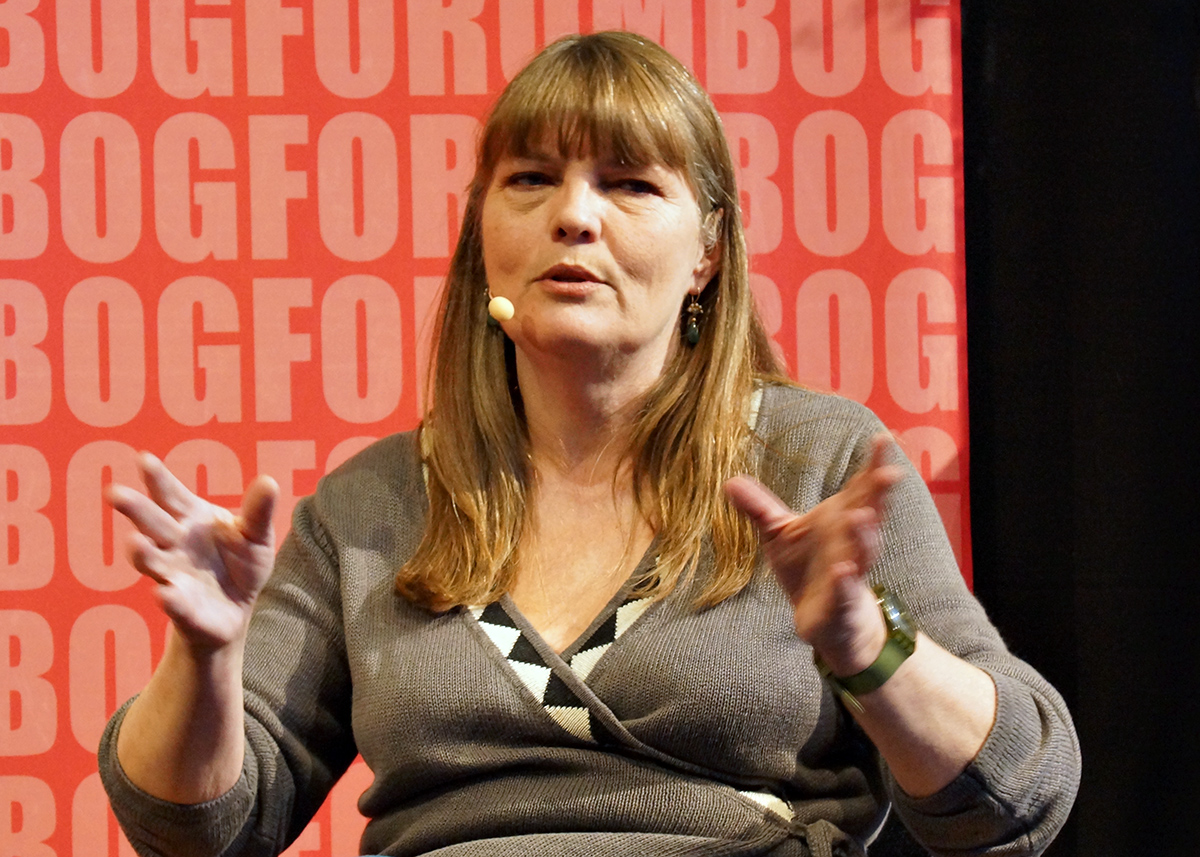
Anna Grue (* 1957)

### Grueb
- Grueber, Albrecht (1847–1888), deutscher Genre-, Porträt- und Tiermaler
- Grueber, Benno (1759–1796), deutscher Kirchenmusiker, Komponist und Benediktinerpater
- Grueber, Bernhard (1807–1882), deutscher Architekt und Schriftsteller
- Grueber, Erwin (1846–1933), deutsch-britischer Jurist und Rechtswissenschaftler aus dem Sauerland
- Grueber, Johann (1623–1680), Missionar und Forschungsreisender
- Grueber, Pankratius, deutscher Bildhauer und Maler (Fassmaler)
- Grüebler, Noëlle (* 1983), Schweizer Violinistin
- Grüebler, Walter (1942–2020), Schweizer Manager

### Grueh
- Gruehn, Dietwald (* 1964), deutscher Landschaftsökologe und Landschaftsplaner
- Gruehn, Reginald (1929–2002), deutscher Chemiker
- Gruehn, Werner (1887–1961), deutscher Theologe und Religionspsychologe

### Gruel
- Grüel, Carl Maximilian (1807–1874), deutscher Jurist und Politiker
- Gruel, Christoph, deutscher Hochschullehrer und Kommunaljurist
- Gruel, Georg, deutscher Hochschullehrer und Kommunalpolitiker
- Gruel, Hela (1902–1991), deutsche Schauspielerin und Synchronsprecherin
- Gruel, Peter († 1559), deutscher Hochschullehrer und Kommunalpolitiker
- Gruel, Thibaud (* 2004), französischer Radrennfahrer
- Gruelich, Arthur Theodor (1906–1967), deutscher Schriftsteller und Pädagoge
- Gruelle, Justin Carlyle (1889–1978), US-amerikanischer Maler, Illustrator und Wandbildkünstler
- Gruelle, Richard (1851–1914), US-amerikanischer Maler, Illustrator und Autor

### Gruen
- Gruen, Aaron (* 1999), österreichisch-US-amerikanischer Langstreckenläufer
- Gruen, Arno (1923–2015), deutsch-schweizerischer Schriftsteller, Psychologe und PsychoanalytikerArno Gruen (1923–2015)

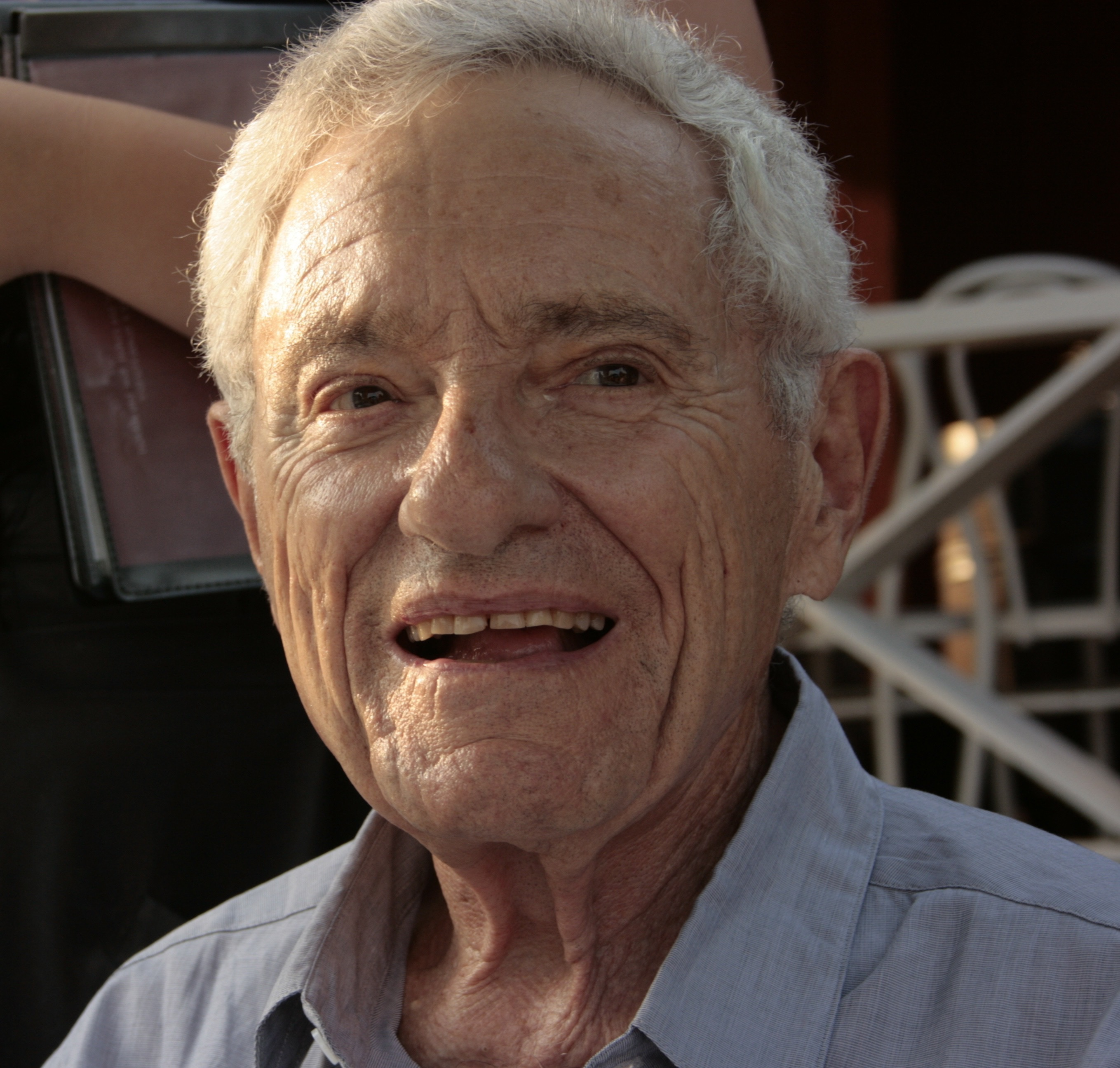
Arno Gruen (1923–2015)

- Gruen, Bob (* 1945), US-amerikanischer Fotograf
- Gruen, Daniel (* 1986), deutscher Physiker, Kosmologe und Hochschullehrer
- Gruen, Dieter Martin (* 1922), US-amerikanischer Chemiker
- Gruen, Dietrich (1847–1911), deutschstämmiger Uhrmacher
- Gruen, Erich S. (* 1935), amerikanisch-österreichischer Althistoriker
- Gruen, Fred (1921–1997), australischer Wirtschaftswissenschaftler
- Gruen, Victor (1903–1980), österreichischer Stadtplaner und Architekt
- Gruenbaum, Jitzchak (1879–1970), israelischer Politiker und Minister, Mitglied des Sejm
- Gruenbaum, Léon (1934–2004), französischer Physiker und Whistleblower
- Gruenberg, Karl (1928–2007), britischer Mathematiker
- Gruenberg, Louis (1884–1964), US-amerikanischer Pianist und Komponist
- Gruener, Franz (1879–1953), österreichischer Politiker (SPÖ), Mitglied des Bundesrates
- Gruener, Georg (1896–1960), österreichischer Textilunternehmer, Fußballspieler und -funktionär
- Gruener, Hippolyte (1869–1961), US-amerikanischer Chemiker
- Gruenhagen, Charles Edward (1833–1907), deutscher Richter und Parlamentarier
- Gruening, Ernest (1887–1974), US-amerikanischer Politiker
- Gruenter, Rainer (1918–1993), deutscher Germanist und Historiker, Gründungsrektor der Bergischen Universität Wuppertal
- Gruenter, Undine (1952–2002), deutsche Schriftstellerin
- Gruenther, Alfred (1899–1983), US-amerikanischer General der Army, dritter Supreme Allied Commander Europe
- Gruenwald, Mark (1953–1996), US-amerikanischer Comicautor, -zeichner und redakteur
- Gruenwald, Ute (* 1943), deutsch-amerikanische Malerin

### Grues
- Gruescu, Aurora (1914–2005), rumänische Forstingenieurin
- Gruesso, José María (1779–1835), kolumbianischer Lyriker

### Gruet
- Gruet, Jacques († 1547), Schweizer Libertin und Atheist
- Gruet-Masson, Aimé (1940–2014), französischer Biathlet, Trainer und Funktionär
- Grueter, Joseph (1896–1976), Schweizer Missionar und römisch-katholischer Bischof von Umtata in Südafrika

### Gruev
- Gruev, Ilia (* 1969), bulgarisch-deutscher Fußballspieler und -trainer
- Gruev, Ilia (* 2000), bulgarisch-deutscher Fußballspieler
- Gruevski, Nikola (* 1970), nordmazedonischer PolitikerNikola Gruevski (* 1970)

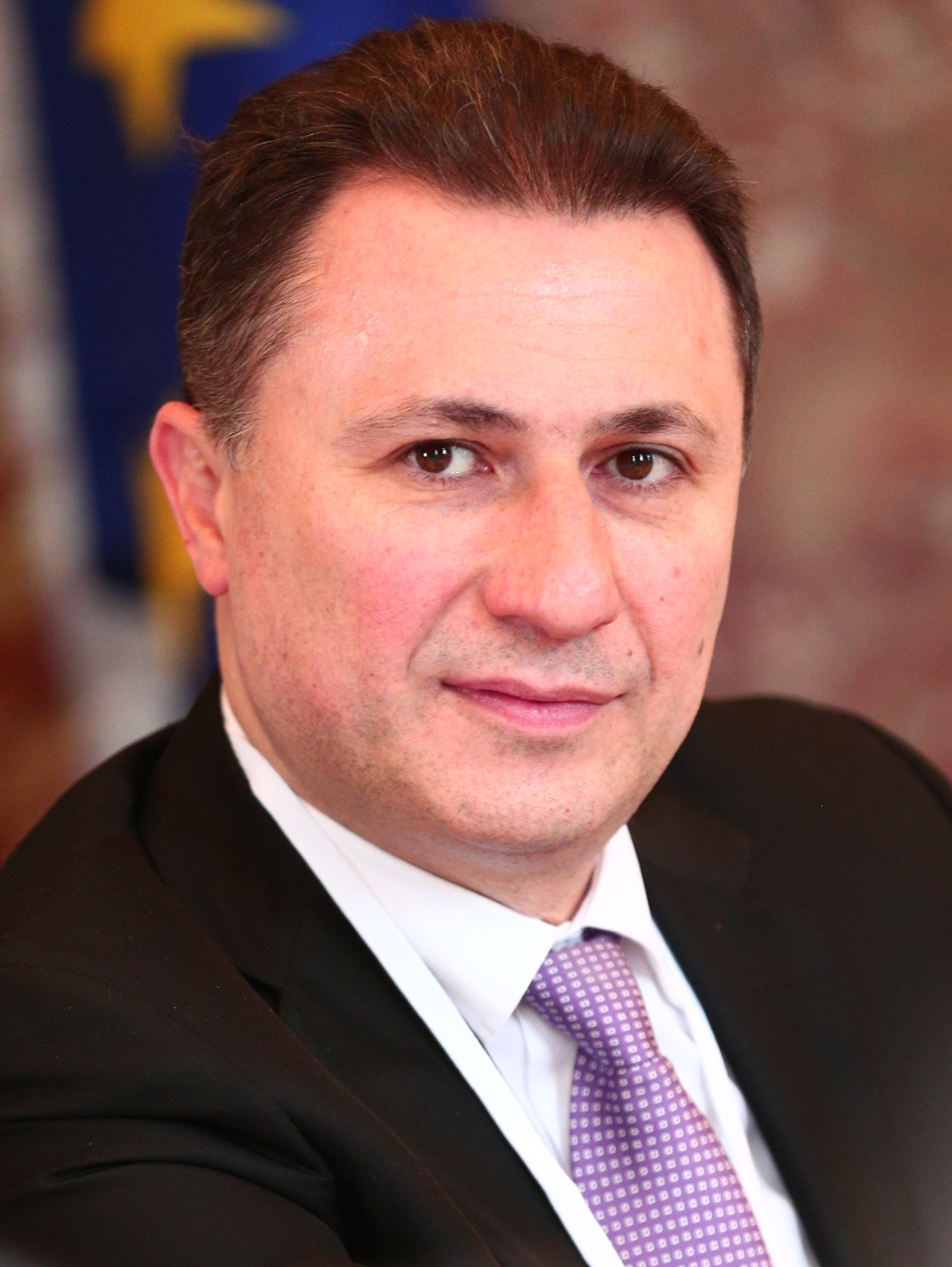
Nikola Gruevski (* 1970)

### Gruew
- Gruew, Damjan (1871–1906), mazedonisch-bulgarischer Revolutionär

### Gruez
- Gruezo, Carlos (* 1975), ecuadorianischer Fußballspieler
- Gruezo, Carlos (* 1995), ecuadorianischer Fußballspieler